# Asterion
Asterion ist ein Gelber Zwerg der Hauptreihe und die Bezeichnung für den Stern β Canum Venaticorum (Beta Canum Venaticorum). Er ist mit einer scheinbaren Helligkeit von +4,26 mag der zweithellste Stern des Sternbildes Jagdhunde am Nordsternhimmel. Mit einer Entfernung von rund 27 Lichtjahren ist er ein relativ sonnennaher Stern. Gemeinsam mit dem helleren Stern Cor Caroli bildet er das Sternbild Jagdhunde.

## Eigenname
Ein weiterer Name für Asterion ist Chara, das griechische Wort für Freude. Dieser Name bezog sich ursprünglich auf den „südlichen Hund“ des Sternbildes, bezeichnete später aber nur noch den Stern β Canum Venaticorum.
Die IAU hat am 20. Juli 2016 den Eigennamen Chara auch als standardisierten Eigennamen für diesen Stern festgelegt.

## Eigenschaften und Vergleich zur Sonne
Asterion ist der Sonne sehr ähnlich. Er ist ein Einzelstern der Spektralklasse G. Seine Oberflächentemperatur beträgt 5880 Kelvin, was nur 80 Kelvin mehr sind als bei der Sonne. Auch bezüglich der Masse, des Entwicklungsstadiums, des Alters und der Umlaufgeschwindigkeit um das Zentrum der Galaxis ist Asterion der Sonne sehr ähnlich. Er hat einen etwas größeren Radius und ist etwas älter. Asterion hat, ebenfalls wie die Sonne, eine heiße Atmosphäre Korona.
Asterion wird als metallarm angesehen, also mit geringem Anteil an Elementen schwerer als Helium. Er besitzt nur etwa 60 Prozent so viel Eisen wie die Sonne. Die Leuchtkraft von Asterion liegt rund 20 Prozent über der von der Sonne. Der Metallgehalt und die Leuchtkraft sind die größten Unterschiede im Vergleich zur Sonne.
Frühere Vermutungen, dass Asterion ein Spektroskopischer Doppelstern sei, konnten durch neuere Beobachtungen nicht bestätigt werden. Auch eine Suche nach einem Braunen Zwerg, der den Hauptstern möglicherweise umrunden könnte, blieb ergebnislos.

### Mögliches Leben
Im Jahr 2006 listete die Astronomin Margaret Turnbull den Stern Asterion als Top-Kandidat für die Suche nach extraterrestrischem Leben. Astrobiologen ordneten ihn wegen seiner großen Ähnlichkeit zur Sonne unter die astrobiologisch interessanten Sterne innerhalb einer Entfernung von 10 Parsec zur Sonne.

## Trivia
John Herschel glaubte im Juli 1828, um den Stern einen schwachen Nebel zu erkennen. In der Folge wurde der vermeintliche Nebel im New General Catalogue als NGC 4530 verzeichnet.